# ستاري
ستاري (بالإنجليزية: Starry) هو مشروب غازي بالليمون واللَّيم توزعه بيبسيكو في الولايات المتحدة. بدأ التوزيع لأول مرة في يناير 2023. وتهدف العلامة التجارية إلى التنافس مع سبرايت من كوكا كولا وسفن أب من دكتور ببر. حل ستاري محل مشروب بيبسي السابق سييرا ميست (Sierra Mist؛ 1999–2022) كمشروب بنكهة الليمون والليم من بيبسي، ويرجع ذلك جزئيًا إلى فشل سييرا ميست في الحصول على حصة سوقية في الفئة المتنامية. لا يحتوي ستاري على الكافيين، واعتبارًا من أبريل 2023، يتوفر في أصناف عادية وأصناف خالية من السكر.

## تاريخ
في يوليو 2022، أُفيد أن بيبسيكو اشترت اسم مجال لعلامة تجارية جديدة من مشروب الليمون والليم الذي سيحل في النهاية محل سييرا ميست. في الشهر التالي، في أغسطس 2022، تقدمت الشركة بطلب للحصول على علامة تجارية لاسم العلامة التجارية ستاري وكذلك للحصول على شعار.
بدأ توزيع العلامة التجارية في المتاجر في يناير 2023 بالتسويق الموجه نحو جيل زد (Z). أفادت بلومبرغ بيزنس ويك أن محللي الصناعة أشاروا إلى أن حملة ناجحة للاستحواذ على حصة في السوق قد تعني أخذ 5-10% من حصة السوق من سبرايت.

## منتج
يُباع ستاري في علب بحجم 7.5 أونصة (222 مل) أو 12 أونصة (355 مل)، وفي عبوات بلاستيكية يتراوح حجمها من 16 أونصة (473 مل) إلى 2 لتر. منذ إنشائها، يتكون ستاري من المياه الغازية، شراب الذرة عالي الفركتوز، حمض الستريك، النكهة الطبيعية، والمواد الحافظة المختلفة. يستخدم ستاري شراب الذرة عالي الفركتوز كمُحلي، على عكس سييرا ميست، الذي تم تحليته باستخدام قصب السكر قبل إيقافه.

## استقبال
يشير استقبال المشروب على وسائل التواصل الاجتماعي إلى شعور الكثيرين بأن مذاق ستاري مشابه لمذاق سلفه سييرا ميست، بينما يشعر الآخرون أنه يشبه طعم سبرايت، الرائد منذ فترة طويلة في سوق المشروبات الغازية بالليمون والليم. تم وصف ستاري بأنه أكثر "حمضيات" من سييرا ميست.

## روابط خارجية
- الموقع الرسمي